# Juan María Bordaberry
Juan María Bordaberry Arocena (* 17. Juni 1928 in Montevideo; † 17. Juli 2011 ebenda) war ein uruguayischer Politiker und Diktator. Er war von 1972 bis 1976 Präsident Uruguays, ab 1973 herrschte er mit einer zivil-militärischen Diktatur über das südamerikanische Land.

## Leben
Juan María Bordaberry wurde in eine Familie von Großgrundbesitzern geboren. Über die Liga Federal de Acción Ruralista, den Lobbyverband der Agrarier, stieg er in die Politik ein. 1969 trat er dem Partido Colorado bei und war 1969 bis 1972 Landwirtschaftsminister unter Präsident Jorge Pacheco Areco.
Am 28. November 1971 wurde Bordaberry zu Pachecos Nachfolger gewählt. Er trat – inmitten einer Wirtschafts- und institutionellen Krise – am 1. März 1972 das Präsidentenamt an. Er versuchte mit autoritären Maßnahmen der Lage Herr zu werden und berief Angehörige des Militärs in die Regierung. Unter dem Druck des Militärs, das die eigentliche Macht innehatte, löste er am 27. Juni 1973 durch einen Staatsstreich das Parlament auf und ersetzte es durch einen „Staatsrat“. Er setzte die Bürgerrechte außer Kraft und verbot Gewerkschaften, die Partido Comunista de Uruguay  sowie andere linke Parteien. Außerdem setzte er das Militär gegen die Stadtguerilla der Tupamaros ein. Diese Maßnahmen zeigten jedoch nicht den vom Militär gewünschten Erfolg, und so setzte es Bordaberry 1976 ab.
Als nach der Wiedergewinnung der Demokratie in Uruguay schließlich auch die Aufarbeitung der Verbrechen der Diktatur begann, ermittelte die Staatsanwaltschaft, dass Bordaberry im Rahmen der Operation Condor die Ermordung von Uruguayern angeordnet hatte, die in Argentinien Zuflucht gesucht hatten: die Abgeordneten Zelmar Michelini und Héctor Gutiérrez Ruiz und die ehemaligen Tupamaros Rosario del Carmen Barredo und William Whitelaw Blanco. Bordaberry wurde in Untersuchungshaft genommen. Seit 2006 stand Bordaberry vor Gericht: wegen der genannten Morde in Argentinien sowie der Ermordung von Ubagésner Chaves Sosa und Fernando Miranda Pérez, als einer der Drahtzieher der Entführungen und des „Verschwindenlassens“ von politischen Gegnern, wegen weiterer Verbrechen gegen die Menschlichkeit und wegen Verfassungsbruchs. Während des Prozesses war er anfangs in Untersuchungshaft, ab 2007 stand er aus Gesundheitsgründen unter Hausarrest. Am 10. Februar 2010 verurteilte ihn ein Gerichtshof in Montevideo wegen Verfassungsbruchs, der Errichtung einer zivil-militärischen Diktatur und wegen weiterer Delikte zu 30 Jahren Haft. Aufgrund seines schlechten Gesundheitszustandes durfte er die Haft im Hausarrest verbüßen.

## Familie
Juan María Bordaberrys Sohn ist der Politiker Pedro Bordaberry, der zu den Präsidentschaftswahlen 2009 in Uruguay antrat.